# Prusias II de Bitinia
Prusias II (en griego antiguo: Προυσίας ὁ Κυνηγός), llamado el Cazador (griego: Kynegos) fue rey de Bitinia del 182 a. C. al 149 a. C. 

## Vida
Sucedió a su padre Prusias I. Se alió brevemente con Eumenes II de Pérgamo y Ariarates IV de Capadocia para combatir a Farnaces I del Ponto (181-179 a. C.), tras lo cual retomó la tradicional hostilidad bitinia hacia Pérgamo. Se acercó a Macedonia casándose con Apamea, hermana de Perseo. Sin embargo, en la guerra de éste contra Roma, Bitinia se mantuvo neutral en un primer momento, para acabar aliándose con los romanos. Su actitud hacia éstos fue tan servil que le hizo objeto del desprecio del historiador Polibio.
En 156 a. C. atacó a Átalo II de Pérgamo, llegando a las puertas de la capital, que no pudo tomar. Por presiones de sus aliados romanos hubo de retirarse en 154 a. C. y pagar una indemnización.
Prusia envió a su hijo Nicomedes II a Roma, para apartarlo de la sucesión al trono en beneficio de otro de sus hijos habido de su segunda mujer. Envió un asesino tras él, pero el asesino reveló el complot y convenció a Nicomedes para que se sublevara contra su padre. Con ayuda de Átalo II de Pérgamo Nicomedes asedió a su padre en Nicomedia. Prusias fue capturado y lapidado en el templo de Zeus donde se había refugiado, sucediéndole su hijo.
La lealtad de los hombres de Nicomedes II, conmovió a los romanos, pero no los motivó para ir a la guerra. Así nos lo cuenta Dion Casio en su obra "Historia romana".